# Jaime Winstone
Jaime Margaret Winstone (Londen, 6 mei 1985) is een Engels actrice. Ze maakte in 2004 haar film- en acteerdebuut als Natalie in de Britse dramafilm Bullet Boy. Sindsdien speelde ze rollen in meer dan twintig verschillende films en wederkerende personages in meer dan tien televisieseries. Winstone is de tweede van de drie dochters van acteur Ray Winstone. Haar oudere zus Lois Winstone maakte in 2001 haar filmdebuut. Haar jongere zus Ellie Rae Winstone had een bijrolletje als Carole in de misdaadfilm The Hot Potato (2011), waarin hun vader een hoofdrol speelt.

## Filmografie
*Exclusief televisiefilms
| - An Irish Angel (2024) - Arthur's Whisky (2024) - Sumotherhood (2023) - A Brixton Tale (2021) - Knuckledust (2020) - Hurt by Paradise (2019) - Indigo Children (2018) - Farming (2018) - Tomb Raider (2018) - The Last Photograph (2017) - Love, Rosie (2014) - Powder Room (2013) | - uwantme2killhim? (2013) - Elfie Hopkins (2012) - Wild Bill (2011) - Anuvahood (2011) - Made in Dagenham (2010) - Boogie Woogie (2009) - Eve (2009) - Donkey Punch (2008) - Daddy's Girl (2006) - Kidulthood (2006) - Bullet Boy (2004) |

## Televisieseries
*Exclusief eenmalige gastrollen
- Count Abdulla - Kathy (2023, zes afleveringen)
- Four Lives - Donna Taylor (2022, twee afleveringen)
- After Hours - Lauren (2015, zes afleveringen)
- Cockroaches - Ash (2015, twee afleveringen)
- Don't Drop the Baby - Verteller (2014, zes afleveringen)
- Mad Dogs - Mercedes (2013, drie afleveringen)
- Beast Hunters - Pandora (2010, twee afleveringen)
- Five Daughters - Anneli Alderton (2010, drie afleveringen)
- Dead Set - Kelly (2008, vijf afleveringen - miniserie)
- Goldplated - Lauren (2006, acht afleveringen)
- Totally Frank - Lisa (2006, twee afleveringen)

- Bibliothèque nationale de France: cb169020648 (data)
- Gemeinsame Normdatei: 1062061977
- International Standard Name Identifier: 0000 0001 0846 7770
- Library of Congress Control Number: no2010206374
- MusicBrainz: a143ca2e-e9cc-42d0-8382-b2d045ba570a
- Nationale Bibliotheek van Israël: 987007456377405171
- Système universitaire de documentation: 168974274
- Virtual International Authority File: 5733149198338574940007